# Quatrième circonscription de la préfecture de Miyagi
La quatrième circonscription de la préfecture de Miyagi (宮城県第4区, Miyagi-ken dai-yon-ku) est l'une des cinq circonscriptions législatives que compte la préfecture de Miyagi au Japon.

## Description géographique
Entre 1994 et 2013, la quatrième circonscription de la préfecture de Miyagi regroupait les villes de Shiogama, Furukawa (ja) et Tagajō et les districts de Miyagi, Kurokawa, Kami et Shida (ja).
Entre 2013 et 2017, elle comprenait les villes de Shiogama et Tagajō et les districts de Miyagi, Kurokawa et Kami.
Entre 2017 et 2022, elle rassemblait les villes de Shiogama, Tagajō et Tomiya, une partie du district de Miyagi correspondant aux bourgs de  Shichigahama et Rifu, une partie du district de Kurokawa comprenant le bourg de Taiwa et le village d'Ōhira, et le district de Kami.
Depuis 2022, elle regroupe les villes d'Ishinomaki, Shiogama, Tagajō, Higashimatsushima et Tomiya et les districts de Miyagi, Kurokawa et Oshika,.

## Députés
| Législature | Début de mandat | Fin de mandat | Député élu          | Parti politique | Parti politique |
| ----------- | --------------- | ------------- | ------------------- | --------------- | --------------- |
| 41e         | 1996            | 2000          | Sōichirō Itō (ja)   |                 | PLD             |
| 42e         | 2000            | 2001          | Sōichirō Itō (ja)   |                 | PLD             |
| 42e         | 2001            | 2003          | Shintarō Itō (ja)   |                 | PLD             |
| 43e         | 2003            | 2005          | Shintarō Itō (ja)   |                 | PLD             |
| 44e         | 2005            | 2009          | Shintarō Itō (ja)   |                 | PLD             |
| 45e         | 2009            | 2012          | Keiki Ishiyama (ja) |                 | PDJ             |
| 46e         | 2012            | 2014          | Shintarō Itō        |                 | PLD             |
| 47e         | 2014            | 2017          | Shintarō Itō        |                 | PLD             |
| 48e         | 2017            | 2021          | Shintarō Itō        |                 | PLD             |
| 49e         | 2021            | 2024          | Shintarō Itō        |                 | PLD             |
| 50e         | 2024            | -             | Jun Azumi           |                 | PDC             |